# 언리얼 (1998년 비디오 게임)
언리얼(Unreal)은 1998년 5월 에픽 메가게임즈와 디지털 익스트림스가 개발하고 GT 인터랙티브가 배급한 1인칭 슈팅 비디오 게임이다. 오리지널 게임 엔진의 하나인 언리얼 엔진의 지원을 받는다. 이 게임은 2002년 1,500,000본을 판매하였다.
언리얼 출시 이후로 이 프랜차이즈는 하나의 후속작, 그리고 언리얼 유니버스 기반의 2개의 다른 시리즈가 포함되게 되었다. 공식 보너스 팩이자 에픽이 출시한 퓨전 맵 팩은 무료로 다운로드가 가능하다. 레전드 엔터테인먼트가 개발한 언리얼 미션 팩: 리턴 투 나 팔리(Unreal Mission Pack: Return to Na Pali)는 1999년 6월 출시되었으며 17개의 새로운 미션을 언리얼의 1인용 캠페인에 추가하였다. 언리얼과 리턴 투 나 팔리는 나중에 "언리얼 골드"라는 이름으로 함께 묶였다. 게다가 이 게임은 언리얼 토너먼트 버전의 게임 엔진에서 실행하도록 업데이트되었다.

## 평가
언리얼은 출시 후 긍정적인 평가를 받았다. 비평가들은 멀티플레이어 모드의 그래픽, 게임플레이, 음악, 분위기, 적의 행동, 봇 지원을 칭찬했지만 지연이 심한 온라인 멀티플레이어 모드를 비판했다.
맥월드의 마이클 고언(Michael Gowan)은 다음과 같이 썼다. "이 3D 슈팅 게임은 지루한 장르에 활력을 불어넣는다. 줄거리, 분위기, 탐험이 사나운 적들과 혼합되어 이 게임을 다른 게임들 중에서 돋보이게 만든다."
넥스트 제네레이션은 게임의 PC 버전을 검토하고 별 5개 중 5개를 평가했으며 "언리얼은 PC에 등장한 최고의 액션 게임이다"라고 말했다. 2018년 CNET은 이 게임의 20주년을 기념하여 칭찬했다.
| 평가 |        |
| --- | ------ |
| 통합 점수 통합사 점수 게임랭킹스 89% [ 2 ] 평론 점수 평론사 점수 올게임 [ 3 ] CVG 9/10 [ 4 ] 에지 8/10 [ 5 ] 게임 레볼루션 B+ [ 6 ] 게임프로 [ 7 ] 게임스팟 8.4/10 [ 8 ] IGN 9/10 [ 9 ] 넥스트 제네레이션 [ 10 ] PC 게이머 (UK) 94/100 [ 11 ] PC 존 9.3/10 [ 12 ] 맥월드 [ 13 ] Thunderbolt 9/10 [ 14 ] |        |
| 통합 점수 |        |
| 통합사 | 점수   |
| 게임랭킹스 | 89%    |
| 평론 점수 |        |
| 평론사 | 점수   |
| 올게임 | [ 3 ]  |
| CVG | 9/10   |
| 에지 | 8/10   |
| 게임 레볼루션 | B+     |
| 게임프로 | [ 7 ]  |
| 게임스팟 | 8.4/10 |
| IGN | 9/10   |
| 넥스트 제네레이션 | [ 10 ] |
| PC 게이머 (UK) | 94/100 |
| PC 존 | 9.3/10 |
| 맥월드 | [ 13 ] |
| Thunderbolt | 9/10   |